# 미주타니아 리카르디오이데스
미주타니아 리카르디오이데스(Mizutania riccardioides)는 리본이끼목에 속하는 우산이끼류의 일종이다. 미주타니아과(Mizutaniaceae)와 미주타니아속(Mizutania)의 유일종이다. 아시아에 제한적으로 분포한다.